# Svazek obcí Radina
Svazek obcí Radina je svazek obcí v okresu Klatovy, jeho sídlem je Velký Bor a jeho cílem je nacházení společných možností a prostředků k větší zaměstnanosti obyvatel, vybudovat vodovody, čističky, cyklostezky a pedevším společnými silami vybudovat plynofikaci ve všech zúčastněných obcích. Sdružuje celkem 4 obce a byl založen v roce 1999.

## Obce sdružené v mikroregionu
- Velký Bor
- Slatina
- Svéradice
- Horažďovice